# Johny Placide
Johny Placide, a volte citato come Johnny Placide (Montfermeil, 29 gennaio 1988), è un calciatore francese naturalizzato haitiano, portiere del Bastia e della nazionale haitiana, della quale è capitano.

## Carriera

### Club

#### Le Havre
Inizia la carriera con le giovanili del Le Havre nel 2000 e viene aggregato in prima squadra nel 2007, inizialmente come riserva di Christophe Revault. In quell'anno vince subito il campionato, pur non giocandoci mai. Successivamente dalla stagione 2009-2010 diventa titolare. Particolare fu il suo gesto nella sfida del 18 gennaio 2010, quando, prima della sfida contro il Tours, durante il minuto di silenzio per commemorare le vittime del terremoto di Haiti indossò una maglietta dove esaltava fieramente le sue origini e si commosse fino alle lacrime. Nel 2011 viene nominato miglior portiere della Ligue 2.

#### Stade Reims
Il 2 gennaio 2013, in scadenza di contratto, viene ingaggiato dallo Stade Reims. Alla ricerca di un sostituto del portiere titolare Kossi Agassa, partito per la Coppa d'Africa. Gioca 4 partite e dopo il ritorno del portiere togolese torna a sedersi in panchina. L'8 agosto 2014 parte titolare nella prima giornata di campionato contro i campioni in carica del Paris Saint-Germain, dove è decisivo ai fini del risultato parando un rigore all'attaccante svedese Zlatan Ibrahimović, parata che contribuisce a fissare il risultato sul 2-2. Nella partita successiva ritorna in panchina, nella sconfitta per 3-1 contro il Saint-Étienne. Dalla terza giornata ritorna titolare. Nella quinta e nella sesta giornata mantiene inviolata la porta nelle vittorie contro Tolosa (2-0) e Lorient (0-1). Il 23 settembre para un altro rigore a Gignac, prima di uscire per infortunio. Rientra nella trasferta con il Nantes, terminata 1-1. Il 26 ottobre 2014 è protagonista di un'ottima partita nella vittoria contro il Montpellier e viene così inserito tra i migliori undici giocatori a livello europeo della settimana. A partire dalla partita del 13 febbraio 2015, dopo 21 partite giocate da titolare in cui ha subito 31 gol e mantenuto la porta inviolata in 6 occasioni, ritorna in panchina. Nella stagione 2015-2016 parte ancora come riserva di Agassa. L'esordio stagionale avviene per l'infortunio di quest'ultimo. Nel corso della prima parte della stagione si alterna molto con il portiere africano, partendo titolare anche per scelta tecnica. A seguito dell'acquisto invernale di Johann Carrasso, finisce addirittura come terzo portiere, non venendo convocato per ben 10 partite. Ritorna a giocare il 14 maggio 2016 nella vittoria contro l'Olympique Lione. A fine stagione la squadra retrocede e il contratto del giocatore viene rescisso l'8 luglio 2016.

#### Guingamp
Il 16 febbraio 2017 firma un contratto come riserva fino a fine stagione con il Guingamp. Alla fine della stagione, senza mai aver esordito, rimane svincolato.

#### Oldham Athletic
Il 31 agosto 2017 viene ingaggiato dall'Oldham Athletic, squadra con cui ritrova la titolarità. Nonostante il discreto rendimento, a fine stagione la squadra retrocede e il 3 agosto 2018 il suo contratto viene rescisso.

#### Carsko Selo
A seguito delle ottime prestazioni nella Gold Cup 2019, il 3 ottobre 2019 trova un accordo con la squadra bulgara del Carsko Selo, ponendo fine ad un lungo periodo da svincolato. Occasionalmente indossa anche la fascia di capitano della squadra.

#### Ritorno in Francia
Nel 2021 firma un contratto con il Bastia, squadra neopromossa in Ligue 2. Dopo un'iniziale panchina, ottiene la titolarità in campionato. Gioca anche da titolare in Coppa di Francia, dove la sua squadra si ferma ai quarti di finale.

### Nazionale
Dopo alcune presenze con la nazionale francese Under-21, Placide decide di vestire i colori della nazionale del suo Paese, con la quale si era già distinto, a livello di giovanili, in una partita di qualificazioni ai Giochi olimpici di Pechino dove, parando un rigore a César Villaluz, estromise i messicani dall'Olimpiade a vantaggio della selezione canadese. Si alterna con altri portieri fino alla Gold Cup 2015, dove, oltre a trovare la titolarità, viene ufficialmente nominato capitano. Si distingue particolarmente nella Gold Cup 2019, dove la selezione haitiana raggiunge, per la prima volta, una storica semifinale.

## Statistiche

### Cronologia presenze e reti in nazionale
| Cronologia completa delle presenze e delle reti in nazionale ― Haiti | Cronologia completa delle presenze e delle reti in nazionale ― Haiti | Cronologia completa delle presenze e delle reti in nazionale ― Haiti | Cronologia completa delle presenze e delle reti in nazionale ― Haiti | Cronologia completa delle presenze e delle reti in nazionale ― Haiti | Cronologia completa delle presenze e delle reti in nazionale ― Haiti | Cronologia completa delle presenze e delle reti in nazionale ― Haiti | Cronologia completa delle presenze e delle reti in nazionale ― Haiti |
| Data                                                                 | Città                                                                | In casa                                                              | Risultato                                                            | Ospiti                                                               | Competizione                                                         | Reti                                                                 | Note                                                                 |
| -------------------------------------------------------------------- | -------------------------------------------------------------------- | -------------------------------------------------------------------- | -------------------------------------------------------------------- | -------------------------------------------------------------------- | -------------------------------------------------------------------- | -------------------------------------------------------------------- | -------------------------------------------------------------------- |
| 12-11-2011                                                           | North Sound                                                          | Anguilla                                                             | 1 – 0                                                                | Haiti                                                                | Qual. Mondiali 2014                                                  | -1                                                                   |                                                                      |
| 15-11-2011                                                           | Port-au-Prince                                                       | Haiti                                                                | 2 – 1                                                                | Anguilla                                                             | Qual. Mondiali 2014                                                  | -1                                                                   |                                                                      |
| 7-9-2012                                                             | Port-au-Prince                                                       | Haiti                                                                | 7 – 0                                                                | Saint-Martin                                                         | Qualificazioni alla Coppa dei Caraibi 2012                           | -                                                                    |                                                                      |
| 9-9-2012                                                             | Port-au-Prince                                                       | Haiti                                                                | 3 – 1                                                                | Bermuda                                                              | Qualificazioni alla Coppa dei Caraibi 2012                           | -1                                                                   |                                                                      |
| 11-9-2012                                                            | Port-au-Prince                                                       | Haiti                                                                | 2 – 1                                                                | Porto Rico                                                           | Qualificazioni alla Coppa dei Caraibi 2012                           | -1                                                                   |                                                                      |
| 14-11-2012                                                           | St. George's                                                         | Haiti                                                                | 1 – 0                                                                | Guyana                                                               | Qualificazioni alla Coppa dei Caraibi 2012                           | -                                                                    |                                                                      |
| 16-11-2012                                                           | St. George's                                                         | Guyana francese                                                      | 1 – 0                                                                | Haiti                                                                | Qualificazioni alla Coppa dei Caraibi 2012                           | -                                                                    |                                                                      |
| 7-12-2012                                                            | Saint John's                                                         | Haiti                                                                | 0 – 0                                                                | Trinidad e Tobago                                                    | Coppa dei Caraibi 2012                                               | -                                                                    |                                                                      |
| 11-12-2012                                                           | Saint John's                                                         | Anguilla                                                             | 0 – 1                                                                | Haiti                                                                | Coppa dei Caraibi 2012                                               | -                                                                    |                                                                      |
| 14-12-2012                                                           | Saint John's                                                         | Haiti                                                                | 0 – 1                                                                | Cuba                                                                 | Coppa dei Caraibi 2012                                               | -1                                                                   |                                                                      |
| 6-9-2013                                                             | Incheon                                                              | Corea del Sud                                                        | 4 – 1                                                                | Haiti                                                                | Amichevole                                                           | -4                                                                   |                                                                      |
| 10-9-2014                                                            | Fort Lauderdale                                                      | Cile                                                                 | 1 – 0                                                                | Haiti                                                                | Amichevole                                                           | -1                                                                   |                                                                      |
| 12-11-2014                                                           | Montego Bay                                                          | Haiti                                                                | 2 – 2                                                                | Anguilla                                                             | Coppa dei Caraibi 2014                                               | -2                                                                   |                                                                      |
| 14-11-2014                                                           | Montego Bay                                                          | Martinica                                                            | 0 – 3                                                                | Haiti                                                                | Coppa dei Caraibi 2014                                               | -                                                                    |                                                                      |
| 17-11-2014                                                           | Montego Bay                                                          | Giamaica                                                             | 2 – 0                                                                | Haiti                                                                | Coppa dei Caraibi 2014                                               | -2                                                                   |                                                                      |
| 27-3-2015                                                            | Changsha                                                             | Cina                                                                 | 2 – 2                                                                | Haiti                                                                | Amichevole                                                           | -2                                                                   | cap.                                                                 |
| 8-7-2015                                                             | Frisco                                                               | Panama                                                               | 1 – 1                                                                | Haiti                                                                | Gold Cup 2015 - 1º turno                                             | -1                                                                   | cap.                                                                 |
| 11-7-2015                                                            | Foxborough                                                           | Stati Uniti                                                          | 1 – 0                                                                | Haiti                                                                | Gold Cup 2015 - 1º turno                                             | -1                                                                   | cap.                                                                 |
| 14-7-2015                                                            | Kansas City                                                          | Haiti                                                                | 1 – 0                                                                | Honduras                                                             | Gold Cup 2015 - 1º turno                                             | -                                                                    | cap.                                                                 |
| 19-7-2015                                                            | Baltimora                                                            | Haiti                                                                | 0 – 1                                                                | Giamaica                                                             | Gold Cup 2015 - 1º turno                                             | -1                                                                   | cap.                                                                 |
| 4-9-2015                                                             | Saint George's                                                       | Grenada                                                              | 1 – 3                                                                | Haiti                                                                | Qual. Mondiali 2018                                                  | -1                                                                   | cap.                                                                 |
| 9-9-2015                                                             | Port-au-Prince                                                       | Haiti                                                                | 3 – 0                                                                | Grenada                                                              | Qual. Mondiali 2018                                                  | -                                                                    | cap.                                                                 |
| 10-10-2015                                                           | Houston                                                              | El Salvador                                                          | 1 – 3                                                                | Haiti                                                                | Amichevole                                                           | -1                                                                   | cap.                                                                 |
| 14-11-2015                                                           | San José                                                             | Costa Rica                                                           | 1 – 0                                                                | Haiti                                                                | Qual. Mondiali 2018                                                  | -1                                                                   | cap.                                                                 |
| 18-11-2015                                                           | Port-au-Prince                                                       | Haiti                                                                | 0 – 1                                                                | Giamaica                                                             | Qual. Mondiali 2018                                                  | -1                                                                   | cap. 45’                                                             |
| 26-3-2016                                                            | Port-au-Prince                                                       | Haiti                                                                | 0 – 0                                                                | Panama                                                               | Qual. Mondiali 2018                                                  | -                                                                    |                                                                      |
| 30-3-2016                                                            | Panama                                                               | Panama                                                               | 1 – 0                                                                | Haiti                                                                | Qual. Mondiali 2018                                                  | -1                                                                   | cap.                                                                 |
| 29-5-2016                                                            | Miami                                                                | Colombia                                                             | 3 – 1                                                                | Haiti                                                                | Amichevole                                                           | -3                                                                   |                                                                      |
| 5-6-2016                                                             | Seattle                                                              | Haiti                                                                | 0 – 1                                                                | Perù                                                                 | Coppa America 2016 - 1º turno                                        | -1                                                                   | cap.                                                                 |
| 9-6-2016                                                             | Orlando                                                              | Brasile                                                              | 7 – 1                                                                | Haiti                                                                | Coppa America 2016 - 1º turno                                        | -7                                                                   | cap.                                                                 |
| 13-6-2016                                                            | East Rutherford                                                      | Ecuador                                                              | 4 – 0                                                                | Haiti                                                                | Coppa America 2016 - 1º turno                                        | -4                                                                   | cap.                                                                 |
| 7-9-2016                                                             | Kingston                                                             | Giamaica                                                             | 0 – 2                                                                | Haiti                                                                | Qual. Mondiali 2018                                                  | -                                                                    | cap.                                                                 |
| 9-11-2016                                                            | Port-au-Prince                                                       | Haiti                                                                | 2 – 5                                                                | Guyana francese                                                      | Qualificazioni alla Coppa dei Caraibi 2017                           | -5                                                                   | cap.                                                                 |
| 13-11-2016                                                           | Basseterre                                                           | Saint Kitts e Nevis                                                  | 0 – 2 dts                                                            | Haiti                                                                | Qualificazioni alla Coppa dei Caraibi 2017                           | -                                                                    |                                                                      |
| 10-10-2017                                                           | Yokohama                                                             | Giappone                                                             | 3 – 3                                                                | Haiti                                                                | Amichevole                                                           | -3                                                                   | cap.                                                                 |
| 29-5-2018                                                            | Buenos Aires                                                         | Argentina                                                            | 4 – 0                                                                | Haiti                                                                | Amichevole                                                           | -                                                                    | cap.                                                                 |
| 10-9-2018                                                            | Port-au-Prince                                                       | Haiti                                                                | 13 – 0                                                               | Sint Maarten                                                         | Qual. CONCACAF Nations League 2019-2020                              | -                                                                    | cap.                                                                 |
| 17-10-2018                                                           | Fort-de-France                                                       | Saint Lucia                                                          | 1 – 2                                                                | Haiti                                                                | Qual. CONCACAF Nations League 2019-2020                              | -1                                                                   | cap.                                                                 |
| 17-11-2018                                                           | Managua                                                              | Nicaragua                                                            | 0 – 2                                                                | Haiti                                                                | Qual. CONCACAF Nations League 2019-2020                              | -                                                                    | cap.                                                                 |
| 20-11-2018                                                           | El Salvador                                                          | El Salvador                                                          | 1 – 0                                                                | Haiti                                                                | Amichevole                                                           | -1                                                                   | cap. 67’                                                             |
| 24-3-2019                                                            | Port-au-Prince                                                       | Haiti                                                                | 2 – 1                                                                | Cuba                                                                 | Qual. CONCACAF Nations League 2019-2020                              | -1                                                                   | cap.                                                                 |
| 2-6-2019                                                             | Washington                                                           | Haiti                                                                | 0 – 1                                                                | El Salvador                                                          | Amichevole                                                           | -1                                                                   | cap.                                                                 |
| 6-6-2019                                                             | La Serena                                                            | Cile                                                                 | 2 – 1                                                                | Haiti                                                                | Amichevole                                                           | -2                                                                   | cap.                                                                 |
| 17-6-2019                                                            | San José                                                             | Haiti                                                                | 2 – 1                                                                | Bermuda                                                              | Gold Cup 2019 - 1º turno                                             | -1                                                                   | cap.                                                                 |
| 21-6-2019                                                            | Frisco                                                               | Nicaragua                                                            | 0 – 2                                                                | Haiti                                                                | Gold Cup 2019 - 1º turno                                             | -                                                                    | cap.                                                                 |
| 25-6-2019                                                            | Harrison                                                             | Haiti                                                                | 2 – 1                                                                | Costa Rica                                                           | Gold Cup 2019 - 1º turno                                             | -1                                                                   | cap.                                                                 |
| 29-6-2019                                                            | Houston                                                              | Haiti                                                                | 3 – 2                                                                | Canada                                                               | Gold Cup 2019 - Quarti di finale                                     | -3                                                                   | cap.                                                                 |
| 2-7-2019                                                             | Phoenix                                                              | Haiti                                                                | 0 – 1 dts                                                            | Messico                                                              | Gold Cup 2019 - Semifinale                                           | -1                                                                   | cap.                                                                 |
| 8-9-2019                                                             | Willemstad                                                           | Curaçao                                                              | 1 – 0                                                                | Haiti                                                                | CONCACAF Nations League 2019-2020 - 2º turno                         | -1                                                                   | cap.                                                                 |
| 11-9-2019                                                            | Port-au-Prince                                                       | Haiti                                                                | 1 – 1                                                                | Curaçao                                                              | CONCACAF Nations League 2019-2020 - 2º turno                         | -1                                                                   | cap.                                                                 |
| 10-10-2019                                                           | Nassau                                                               | Haiti                                                                | 1 – 1                                                                | Costa Rica                                                           | CONCACAF Nations League 2019-2020 - 2º turno                         | -1                                                                   |                                                                      |
| 15-10-2019                                                           | Santa Cruz                                                           | Bolivia                                                              | 3 – 1                                                                | Haiti                                                                | Amichevole                                                           | -3                                                                   | cap.                                                                 |
| 18-11-2019                                                           | San José                                                             | Costa Rica                                                           | 1 – 1                                                                | Haiti                                                                | CONCACAF Nations League 2019-2020 - 2º turno                         | -1                                                                   | cap.                                                                 |
| 25-3-2021                                                            | Port-au-Prince                                                       | Haiti                                                                | 2 – 0                                                                | Belize                                                               | Qual. Mondiali 2022                                                  | -                                                                    | cap.                                                                 |
| 5-6-2021                                                             | Providenciales                                                       | Turks e Caicos                                                       | 0 – 10                                                               | Haiti                                                                | Qual. Mondiali 2022                                                  | -                                                                    |                                                                      |
| 8-6-2021                                                             | Port-au-Prince                                                       | Haiti                                                                | 1 – 0                                                                | Nicaragua                                                            | Qual. Mondiali 2022                                                  | -                                                                    |                                                                      |
| 12-6-2021                                                            | Port-au-Prince                                                       | Haiti                                                                | 0 – 1                                                                | Canada                                                               | Qual. Mondiali 2022                                                  | -1                                                                   | cap.                                                                 |
| 7-6-2022                                                             | Santo Domingo                                                        | Haiti                                                                | 3 – 2                                                                | Montserrat                                                           | CONCACAF Nations League 2022-2023 - 1º turno                         | -2                                                                   | cap.                                                                 |
| 11-6-2022                                                            | Georgetown                                                           | Guyana                                                               | 2 – 6                                                                | Haiti                                                                | CONCACAF Nations League 2022-2023 - 1º turno                         | -2                                                                   | cap.                                                                 |
| 15-6-2022                                                            | Santo Domingo                                                        | Haiti                                                                | 6 – 0                                                                | Guyana                                                               | CONCACAF Nations League 2022-2023 - 1º turno                         | -                                                                    | cap. 46’                                                             |
| 8-9-2023                                                             | Santo Domingo                                                        | Haiti                                                                | 0 – 0                                                                | Cuba                                                                 | CONCACAF Nations League 2023-2024 - 1º turno                         | -                                                                    | cap.                                                                 |
| 12-9-2023                                                            | Kingston                                                             | Giamaica                                                             | 2 – 2                                                                | Haiti                                                                | CONCACAF Nations League 2023-2024 - 1º turno                         | -2                                                                   | cap.                                                                 |
| 12-10-2023                                                           | Paramaribo                                                           | Suriname                                                             | 1 – 1                                                                | Haiti                                                                | CONCACAF Nations League 2023-2024 - 1º turno                         | -1                                                                   | cap.                                                                 |
| 15-10-2023                                                           | Port of Spain                                                        | Haiti                                                                | 2 – 3                                                                | Giamaica                                                             | CONCACAF Nations League 2023-2024 - 1º turno                         | -3                                                                   | cap.                                                                 |
| 6-6-2024                                                             | Bridgetown                                                           | Haiti                                                                | 2 – 1                                                                | Saint Lucia                                                          | Qual. Mondiali 2026                                                  | -1                                                                   | cap.                                                                 |
| 9-6-2024                                                             | Bridgetown                                                           | Barbados                                                             | 1 – 3                                                                | Haiti                                                                | Qual. Mondiali 2026                                                  | -1                                                                   | cap.                                                                 |
| 6-9-2024                                                             | Mayagüez                                                             | Porto Rico                                                           | 1 – 4                                                                | Haiti                                                                | CONCACAF Nations League 2024-2025 - 1º turno                         | -1                                                                   | cap.                                                                 |
| 9-9-2024                                                             | Mayagüez                                                             | Haiti                                                                | 6 – 0                                                                | Sint Maarten                                                         | CONCACAF Nations League 2024-2025 - 1º turno                         | -                                                                    | cap.                                                                 |
| 11-10-2024                                                           | Oranjestad                                                           | Aruba                                                                | 1 – 3                                                                | Haiti                                                                | CONCACAF Nations League 2024-2025 - 1º turno                         | -1                                                                   | cap.                                                                 |
| 15-11-2024                                                           | Mayagüez                                                             | Sint Maarten                                                         | 0 – 8                                                                | Haiti                                                                | CONCACAF Nations League 2024-2025 - 1º turno                         | -                                                                    | cap.                                                                 |
| 7-6-2025                                                             | Oranjestad                                                           | Aruba                                                                | 0 – 5                                                                | Haiti                                                                | Qual. Mondiali 2026                                                  | -                                                                    | cap.                                                                 |
| 10-6-2025                                                            | Oranjestad                                                           | Haiti                                                                | 1 – 5                                                                | Curaçao                                                              | Qual. Mondiali 2026                                                  | -5                                                                   | cap.                                                                 |
| 15-6-2025                                                            | San Diego                                                            | Haiti                                                                | 0 – 1                                                                | Arabia Saudita                                                       | Gold Cup 2025 - 1º turno                                             | -1                                                                   | cap.                                                                 |
| 19-6-2025                                                            | Houston                                                              | Trinidad e Tobago                                                    | 1 – 1                                                                | Haiti                                                                | Gold Cup 2025 - 1° turno                                             | -1                                                                   | cap.                                                                 |
| 22-6-2025                                                            | Arlington                                                            | Stati Uniti                                                          | 2 – 1                                                                | Haiti                                                                | Gold Cup 2025 - 1° turno                                             | -2                                                                   | cap.                                                                 |
| Totale                                                               |                                                                      | Presenze (4º posto)                                                  | 75                                                                   |                                                                      | Reti                                                                 | -91                                                                  |                                                                      |

## Palmarès
- Ligue 2: 1

Le Havre: 2007-2008